# Great Wall Shanhai Cannon
Great Wall Shanhai Cannon (кит. 山海炮; пиньинь Shānhǎi Pào) — среднеразмерный пикап, выпускаемый с 2022 года китайской компанией Great Wall Motor. Впервые автомобиль был представлен в августе 2022 года в Чэнду. В иерархии автомобиль расположен над Great Wall Pao, с большими габаритами и большей мощностью силового агрегата. Является производной моделью от внедорожника Tank 500. 
С марта 2024 года Great Wall Shanhai Cannon продаётся в Таиланде под названием GWM Poer Sahar. В середине того же года автомобиль был запущен в продажу в Австралии и Новой Зеландии под названием GWM Cannon Alpha. 

## Описание
Shanhai Cannon был представлен 26 августа 2022 года на автосалоне в Чэнду. Серийная версия была презентована 30 декабря того же года на автосалоне в Гуанчжоу. Как и Tank 500, Great Wall Shanhai Cannon имеет лонжеронную раму. Автомобиль приводится в движение бензиновым двигателем V6 с мягкой гибридной системой (MHEV) напряжением 48 В или же дизельным двигателем. В стандартную комплектацию входит система полного привода BorgWarner 4A+MLOCK.
Задняя дверь Shanhai Cannon имеет двойные механизмы открывания, такие как обычная выпадающая функция с амортизаторами и раздельным открыванием в соотношении 60:40 в стиле амбарной двери. Кнопка разблокировки, скрытая в логотипе GWM, выполняет две функции: обычное нажатие опускает дверь багажника, а кратковременное нажатие инициирует боковое открытие.

Shanhai Cannon имеет приборную панель, позаимствованную у Tank 500. В салоне имеются цифровой сенсорный экран диагональю 12,3 дюйма, 10 фирменных динамиков Infinity и передние сиденья с электрической восьмипозиционной регулировкой для водителя и четырёхпозиционной регулировкой для пассажира. Кожаные сиденья имеют функции массажа и вентиляции. Другое оборудование: система ADAS, 360-градусная камера, откидывающиеся задние сиденья до 33 градусов и центральный задний подлокотник с беспроводным зарядным устройством.
- GWM Poer Sahar 3.0TT

## GWM Poer Sahar HEV
GWM Poer Sahar HEV, являющийся гибридной версией Shanhai Cannon, был представлен в марте 2024 года в Таиланде на Международном автосалоне в Бангкоке. Автомобиль приводится в движение 2,0-литровым четырёхцилиндровым бензиновым двигателем с турбонаддувом мощностью 180 кВт (241 л. с.) и крутящим моментом 380 Н⋅м в сочетании с электродвигателем мощностью 78 кВт (105 л. с.) и крутящим моментом 268 Н⋅м в паре с литий-ионным аккумулятором. Коробка передач — девятиступенчатая автоматическая (9HAT). Привод — задний или полный. Гибридная силовая установка также применяется в Tank 300 HEV.

## Рынки

### Австралия
В Австралии Cannon Alpha был запущен в продажу 3 мая 2024 года. По сути, это первый гибридный автомобиль, продававшийся на австралийском рынке. Комплектации: Lux и Ultra. Автомобиль приводится в движение 2,4-литровым дизельным двигателем с турбонаддувом или же 2,0-литровым бензиновым двигателем с турбонаддувом и электродвигателем (HEV). С февраля 2025 года комплектации Lux и Ultra продаются с гибридным силовым агрегатом PHEV.

### Южная Африка
В Южной Африке P500 был запущен в продажу 14 августа 2024 года параллельно с внедорожником Tank 500. Комплектации: Luxury, Super Luxury и Ultra Luxury. Автомобиль продаётся с 2,4-литровым дизельным двигателем с турбонаддувом или же с 2,0-литровым бензиновым двигателем с турбонаддувом и электродвигателем (HEV).

## Технические характеристики
| Тип                 | Код двигателя | Объём                                                | Мощность                                                                           | Крутящий момент                                             | Всего                         | Электродвигатель                          | Аккумулятор               | Трансмиссия         | Компоновка | Годы производства      |
| ------------------- | ------------- | ---------------------------------------------------- | ---------------------------------------------------------------------------------- | ----------------------------------------------------------- | ----------------------------- | ----------------------------------------- | ------------------------- | ------------------- | ---------- | ---------------------- |
| MHEV                | GW6Z30        | 3,0 л (2993 см3) (с двойным турбонаддувом) V6 (MHEV) | 265 кВт (355 л. с.) при 6000 об/мин                                                | 500 Н⋅м при 1500—4500 об/мин                                | —                             | —                                         | 48 В                      | 9-скор. АКПП        | 4WD        | 2022 — настоящее время |
| HEV                 | GW4N20 HEV    | 2,0 л (1998 см3) I4 (турбированный)                  | ДВС: 180 кВт (241 л. с.) при 5500—6000 об/мин Электродвигатель: 78 кВт (105 л. с.) | ДВС: 380 Н⋅м при 1700—4000 об/мин Электродвигатель: 268 Н⋅м | 258 кВт (346 л. с.) / 615 Н⋅м | TZ290XH003 (система электропривода 3-в-1) | 1,75 кВт⋅ч (литий-ионный) | 9-скор. АКПП (9HAT) | RWD/4WD    | 2024 — настоящее время |
| Дизельный двигатель | GW4D24        | 2,4 л (2370 см3) I4 (турбодизель)                    | 137 кВт (184 л. с.) при 3600 об/мин                                                | 480 Н⋅м при 1,500—2500 об/мин                               | —                             | —                                         | —                         | 9-скор. АКПП        | 4WD        | 2022 — настоящее время |
| Источники:          |               |                                                      |                                                                                    |                                                             |                               |                                           |                           |                     |            |                        |